# Vian Dakhil
Vian Dakhil ou Vian Dakheel Saeed Khadher, née en 1971 à Mossoul, est une femme politique irakienne d'origine yézidie, membre du Parti démocratique du Kurdistan.

## Biographie

### Députée
Vian Dakhil est élue députée pour la province de Ninive au Conseil des représentants d'Irak lors des élections du 7 mars 2010 et réélue le 30 avril 2014. Elle est la seule représentante de la communauté yézidie au Parlement.
Le 5 août 2014, devant le Parlement de Bagdad, elle implore les larmes aux yeux ses collègues d'agir contre les exactions et les massacres dont sont victimes les Yézidis de la part de l'organisation « État islamique »,.
Le 12 août suivant, elle est blessée dans un accident d'hélicoptère au cours d'une mission d'aide aux yézidis assiégés dans la ville de Sinjar par l'organisation « État islamique »,.

### Notoriété internationale
Vian Dakhil se fait une réputation internationale avec son cri du cœur « Nous sommes massacrés, notre religion est en train d’être rayée de la surface de la terre. Les femmes sont tuées ou vendues comme esclaves » qui est d’abord transmis par des médias francophones, comme le journal tunisien Kapitalis, le blog participatif algérien ChoufChouf” et le blog paysages sur le site du journal Le Monde. Mais c’est avec la publication commentée de son message sur CNN et le Washington Post que Vian Dakhil se fait connaître au niveau mondial comme le « défenseur »  de la cause yézidie.
Le 6 octobre 2014, elle reçoit le prix Anna-Politkovskaïa, remis par l'organisation Raw in War, et en juin 2015, elle reçoit le prix Bruno-Kreisky.
Depuis son discours de 2014, elle rachète une à une les femmes enlevées par Daech. « Je paie entre 4 000 et 6 000 dollars par personne, un peu moins pour les enfants » affirme-t-elle en mars 2016.